# Enea Grapini
Enea Grapini (n. 16 septembrie 1893, comuna Șanț, Bistrița-Năsăud – d. 1 martie 1980, București) a fost un inginer constructor, arhitect și politician român din Transilvania, membru al Partidului Social-Democrat din Transilvania și Banat, membru fondator al Consiliul Național Român Central.

## Biografie
Enea Grapini, fiul preotului greco-catolic Pamfiliu Grapini și al Luciei, s-a născut la 16 septembrie 1893, la Șanț. A studiat la școala din Șanț, avându-l învățător pe Mihăilă Cotu, la Școala maghiară de stat (Allami nepiskola - Staats Volksschule) din Năsăud și la Liceul Maghiar din Gherla. Deși era singurul român între colegii săi germani și maghiari, a absolvit liceul, în 1911, ca șef de promoție. În urma absolvirii Institutului Politehnic Maghiar „Regele Jozsef” din Budapesta, în 1915, a obținut diploma de inginer constructor și arhitect. În toamna anului 1918, s-a căsătorit cu Rozalia Hegheduș, cu care a avut trei copii, Enea - născut la Budapesta, Romula și Liciniu - amândoi născuți la Șanț. Încă de tânăr, a optat pentru mișcarea social-democrată. Ca membru al Consiliului Național Român – organism comun al Partidului Național Român și al Partidului Social Democrat Ungar – Enea Grapini a jucat un rol important în actul înfăptuirii Marii Uniri. În calitate de membru al Consiliului Național Român, constituit pe 30 octombrie 1918, a participat la actul Marii Uniri, făcând parte din Marele Sfat al Unirii.
Între anii 1933-1940 a ocupat funcția de președinte al Camerei de muncă din Bistrița, activitate predilectă a social-democrațiilor în acele vremuri.
La 8 septembrie 1940, a organizat marea Adunare Populară din Piața Unirii din Bistrița, manifestare de protest împotriva Diktatului de la Viena. În urma acestui protest, a fost obligat să se mute la București, unde a profesat ca inginer până la pensie. La 1 martie 1980, s-a stins din viață la București. A fost înhumat la Bistrița, în 3 martie 1980.
Între alte manuscrise ce s-au păstrat în arhiva sa, se află și cel care poartă titlul Calendarul evenimentelor premergătoare și revoluția din 1918 din Austro-Ungaria.

## Memoria
Școala Gimnazială din Șanț, începând cu 1 noiembrie 2001, îi poartă numele, devenind Școala Gimnazială „Enea Grapini”,  iar în fața clădirii instituției de învățământ, în 29 iunie 2006, a fost dezvelit și sfințit bustul marelui unionist șănțean Enea Grapini. 